# غويندولين ليزاراغا
غويندولين مارغريت ليزاراغا (11 يوليو 1901 - 9 يونيو 1975) والمعروفة باسم السيدة ليز، سيدة أعمال بليزية وناشطة في مجال حقوق المرأة وسياسية، حائزة على رتبة الإمبراطورية البريطانية. أول امرأة تُنتخب لعضوية الجمعية التشريعية في هندوراس البريطانية (مجلس النواب في بليز الآن)، وأول امرأة تعمل وزيرة في حكومة هندوراس البريطانية، بليز الآن.

## سيرتها الذاتية
ولدت غويندولين مارغريت سميث في 11 يوليو 1901 في قرية ماسكال، هندوراس البريطانية، لوالديها سيدني سميث وغوادالوبي بايزا. التحقت بمدرسة السيد داتسون الابتدائية ومدرسة سانت ماري الابتدائية وأكاديمية سانت كاترين. في عام 1926، تزوجت من المصور فيكتور مانويل ليزاراغا وأنجبا بعد ذلك خمسة أطفال.

### عملها الوظيفي
كانت ليزاراغا سيدة أعمال، تدير مزرعة ناجحة من التشيكل والماهوجني. أثناء قيامها بعملها في تفتيش معسكرات التشيكل والماهوجني، تجاهلت ليزاراغا التقاليد، فقادت سيارة لاند روفر، وارتدت السراويل، وحملت مسدسًا، ودخنت السجائر. لقد كانت صريحة وموثوقة للغاية، ولم تكن خائفة في تعاملاتها مع الشركات الكبرى مثل ريجلي وكاستيلو وثورتون. عُرفت أيضًا بأنها صاحبة عمل رحيمة وتؤيد الأجر المتساوي مقابل العمل المتساوي. في عام 1943، عندما كان اتحاد التجارة الهندوراسي البريطاني في طور التشكيل، كانت ليزاراغا متحدثة مدعوة إلى اجتماع أبريل. حثت على إدراج تدابير حماية للعاملات والمساواة في الأجور، واتفق معها المشاركون الذكور في خطابها، لكنهم عند التصويت على معايير الحد الأدنى للأجور في يونيو من ذلك العام، استبعدوا النساء.

### النشاط
ابتداءً من خمسينيات القرن العشرين، عملت ليزاراغا في عدة مجالات لتعزيز حقوق المرأة. في عام 1953، عُينت ضابطة إطلاق سراح مشروط في إدارة التنمية الاجتماعية. في عام 1954، بدأت في تنظيم النساء سياسيًا في جميع أنحاء البلاد بدءًا من موطنها الأصلي في قرية ماسكال. من هناك سافرت شمالًا إلى بلدة أورانج ووك ثم إلى ساند هيل وبينكي فييهو، وأخيرًا إلى أقصى الجنوب بونتا جوردا. في عام 1959، شكلت المجموعة النسائية المتحدة التي تضم 900 امرأة من جميع أنحاء البلاد، بهدف تمكين المرأة ثقافيًا واقتصاديًا وسياسيًا. ولتحقيق هذه الغاية، شاركت في تأسيس الاتحاد الائتماني النسائي المتحد، لتشجيع النساء على الادخار، «حتى لو ادخرن 0.25 دولار فقط في الأسبوع». إدراكًا منها أن ملاك الأراضي فقط هم من يحق لهم التصويت في هندوراس البريطانية في ذلك الوقت، بذلت السيدة ليز جهودًا خاصة لمساعدة النساء في الحصول على الممتلكات. أخذت نساء من المجموعة النسائية المتحدة إلى إدارة الأراضي للحصول على منح الأراضي، لكن قيل لهن إنه لا توجد أراضٍ متاحة. أثناء سيرها في المستنقعات، مسحت ليزاراغا الأراضي ورسمت خريطة لتقسيم الأراضي للنساء. ثم أعادتها إلى دائرة الأراضي للتسجيل. تقع قطع الأراضي التي تعود ملكيتها للنساء فيما يعرف اليوم بدائرة كوليت بين شوارع كوراسو وإلستون كير وغيبنت، ويحدها نورث كريك. وبالمثل، عندما مُنع الأطفال من الحصول على التعليم بسبب عدم وجود أموال لإعداد الموقع وبناء مدرسة في حيهم الفقير الذي تسكنه الطبقة العاملة، بدأت السيدة ليز ونساء المجموعة النسائية المتحدة في إزالة أشجار الأيكة الساحلية من المستنقعات باستخدام منشارين يدويين. انضم عمال من إدارة الأشغال العامة لاحقًا إلى النساء وكانت النتيجة إنشاء مدرستين جديدتين -مدرستا بليز الإعدادية رقم 1 ورقم 2- والتي أعيدت تسميتهما لاحقًا بمدرسة إدوارد بّي. يورك ومدرسة غوين ليزاراغا الثانوية.

### حياة سياسية
كان عام 1961 هو العام الأول الذي سُمح فيه للنساء بالترشح في الانتخابات الوطنية في البلاد. في أبريل، أصبحت غويندولين ليزاراغا أول امرأة تُنتخب لعضوية الجمعية الوطنية في هندوراس البريطانية. فازت بمقاطعة بيكستوك بنسبة 69% من الأصوات. بعد ذلك عُينت وزيرة للتعليم والإسكان والخدمات الاجتماعية، مما جعلها أول وزيرة في البلاد أيضًا. أعيد انتخابها في عامي 1965 و1969، وأعيد تعيينها في المرتين أيضًا وزيرة للتعليم والإسكان والخدمات الاجتماعية. في عام 1969، قادت مشروعًا لبناء مساكن منخفضة التكلفة في أحياء كينغز بارك وبحيرة الاستقلال وميدان كوينز. عارضت ليزاراغا بشدة منح امتيازات الكازينو في البلاد وتحدثت علنًا عن مخاوفها.